# Jonathan Speelman
Jonathan Simon (Jon) Speelman (* 2. Oktober 1956 in London) ist ein englischer Schachmeister.

## Leben
Speelman, neben Tony Miles in den 1970er Jahren eine der talentiertesten Hoffnungen des Schachs in England, wurde 1978 Internationaler Meister, 1980 Großmeister. Er gewann die Britische Meisterschaft 1978, 1985 und 1986. 1984 gewann er gemeinsam mit Nigel Short das Zonenturnier in Brighton und qualifizierte sich erstmals für das Interzonenturnier in Taxco de Alarcón 1985, bei dem er Vierter wurde und den Sprung ins Kandidatenturnier nur knapp verpasste. 1986 spielte er einen Wettkampf gegen den US-Amerikaner Lew Alburt in London 4:4 (+2 =4 −2) unentschieden. 1986/87 teilte er mit Smbat Lputjan, Murray Chandler und Bent Larsen Platz 1 bis 4 beim Traditionsturnier in Hastings.
Ende der 1980er Jahre wurde ein schweres Augenleiden, das Speelman spielerisch sehr beeinträchtigt hatte, erfolgreich kuriert und es gelang ihm, den Höhepunkt seiner Karriere zu erklimmen.
1987 siegt er überlegen mit 9 Punkten aus 10 Partien im Zonenturnier von Bath, vor Glenn Flear und Jonathan Mestel. Gemeinsam mit Viktor Kortschnoi gewann er das Turnier in Beʾer Scheva, sowie zusammen mit Gyula Sax und Nigel Short (1.–3.) das Interzonenturnier von Subotica, was eine Qualifikation zum Kandidatenturnier bedeutete.
In der ersten Runde der Kandidatenkämpfe 1988 in Saint John traf Speelman auf den US-Amerikaner Yasser Seirawan, den er überzeugend mit 4:1 (+3 =2 −0) bezwang. Im folgenden Viertelfinale in London spielte er gegen seinen Landsmann Nigel Short, den er mit 3,5:1,5 (+2 =3 −0) besiegen konnte. Darauf stürmte er in das Halbfinale vor, in dem er auf den Niederländer Jan Timman traf, dem er in London 1989 mit 3,5:4,5 (+1 =5 −2) unterlag und ausschied.
1991 war Speelman vorqualifiziert für die Kandidatenkämpfe und bekam in der ersten Runde erneut seinen Landsmann Short zugelost, dem er im Schnellschachstechen unterlag. Der Wettkampf wurde in London ausgerichtet und endete regulär 4:4 (+2 =4 −2), Short qualifizierte sich in diesem Zyklus schließlich zum Herausforderer von Weltmeister Garri Kasparow.
1992 und 1993 gewann Speelman das Lloyds-Bank-Open in London, 1994 in Altensteig, 1998 in Roskilde, 2003, 2004 (geteilt) sowie 2005 (geteilt) das Howard-Staunton-Memorial in London.
Speelman, ein ausgebildeter Mathematiker, verfasste einige Werke zur Schachliteratur.

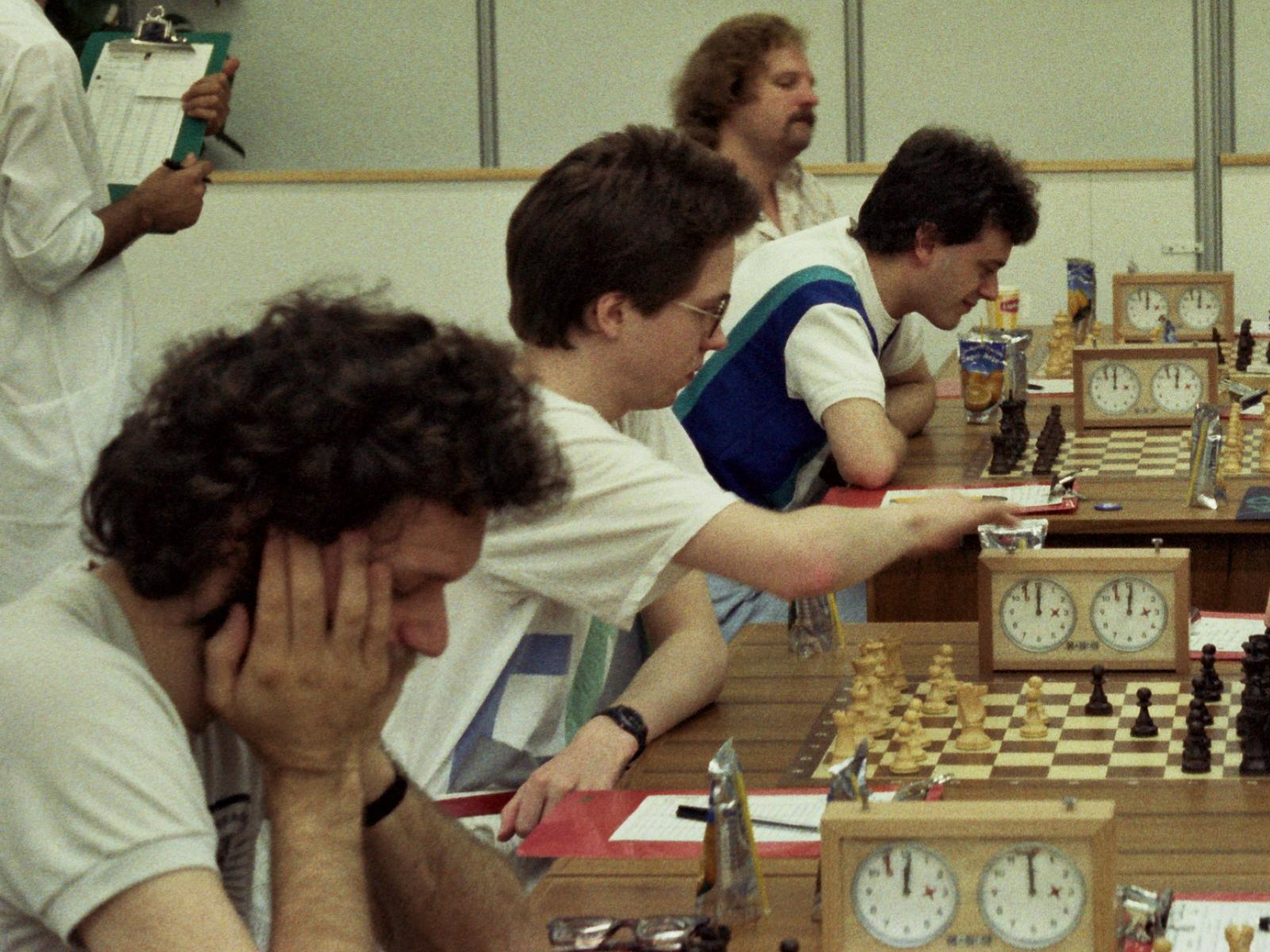
Jonathan Speelman, Nigel Short, John Nunn und Tony Miles auf der Schacholympiade 1986 in Dubai
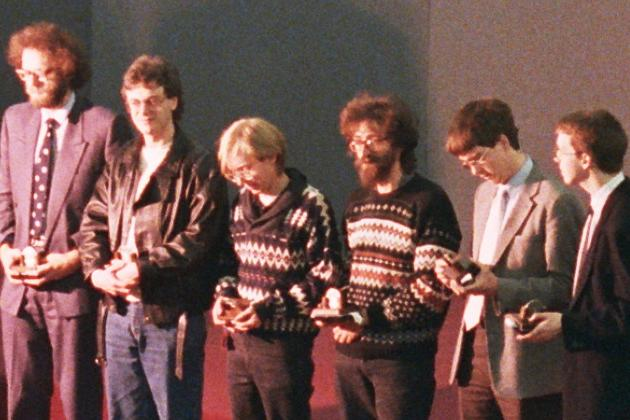
Jonathan Speelman, John Nunn, Murray Chandler, Jonathan Mestel, William Watson und Nigel Short gewannen 1988 die Silbermedaille bei der Schacholympiade in Thessaloniki.

## Mannschaftsschach

### Nationalmannschaft
Speelman vertrat England von 1980 bis 2006 bei 14 aufeinander folgenden Schacholympiaden. Er erreichte dabei 1984, 1986 und 1988 mit der Mannschaft den zweiten Platz, 1986 erzielte er außerdem das zweitbeste Ergebnis am ersten Reservebrett. Von 1977 bis 2005 nahm Speelman an neun Mannschaftseuropameisterschaften teil und gewann den Wettbewerb 1997 mit der englischen Mannschaft. 1980 und 1992 erreichte die Mannschaft jeweils den dritten Platz, 1980 gelang Speelman außerdem das zweitbeste Ergebnis am vierten Brett. 1985, 1989 und 1997 nahm Jonathan Speelman an der Mannschaftsweltmeisterschaft teil. 1985 und 1989 belegte die englische Mannschaft den dritten Platz, 1997 gewann Speelman die Einzelwertung am vierten Brett.

### Vereinsschach
In der britischen Four Nations Chess League spielte Speelman von 1995 bis 1997 bei Slough, in der Saison 1997/98 bei Invicta Knights Maidstone, von 1998 bis 2006 bei Wood Green, von 2006 bis 2009 bei The ADs und seit 2009 bei Wood Green Hilsmark Kingfisher. Er gewann den Wettbewerb 1996, 2003, 2005, 2006, 2010 und 2012.
In der deutschen Schachbundesliga spielte Speelman von 1996 bis 1999 bei der SG 1868-Aljechin Solingen und von 1999 bis 2003 beim Lübecker Schachverein von 1873. Er wurde 1997, 2001, 2002 und 2003 deutscher Mannschaftsmeister. In der Saison 2018/19 spielt er mit dem Münchener SC 1836 in der 2. Bundesliga Ost.
In der niederländischen Hoofdklasse beziehungsweise Meesterklasse spielte Jonathan Speelman in der Saison 1995/96 bei Cap Volmac Rotterdam und in der Saison 2006/07 bei HMC Calder. In der spanischen Mannschaftsmeisterschaft spielte Speelman von 1994 bis 1996 und erneut 1998 für die Mannschaft von C.A. Villa de Teror, mit der er 1994 Meister wurde.
Am European Club Cup nahm er 1980/82 mit dem Londoner Verein King's Head, 1987/88, 1991/92 und 1993 mit Volmac Rotterdam, 1997 mit Slough und 1998 mit den Invicta Knights Maidstone teil und erreichte als größten Erfolg 1987/88 den dritten Platz mit der Mannschaft.

## Werke (Auswahl)
- Analysing the Endgame (Batsford, 1981)
- Endgame Preparation (Batsford, 1981)
- zus. mit Jon Tisdall und Robert Wade: Batsford Chess Endings (Batsford, 1993)
- Jon Speelman's Best Games (Batsford, 1997).
- Jon Speelman's Chess Puzzle Book (Gambit, 2008)